# Thecla arcula
Thecla arcula är en fjärilsart som beskrevs av Druce 1907. Thecla arcula ingår i släktet Thecla och familjen juvelvingar. Inga underarter finns listade i Catalogue of Life.